# Фейрвуд (округ Спокейн, Вашингтон)
Фейрвуд (англ. Fairwood) — переписна місцевість (CDP) в США, в окрузі Спокен штату Вашингтон. Населення — 10 541 особа (2020).

## Географія
Фейрвуд розташований за координатами 47°46′1″ пн. ш. 117°25′1″ зх. д. / 47.76694° пн. ш. 117.41694° зх. д. (47.766843, -117.417070).  За даними Бюро перепису населення США в 2010 році переписна місцевість мала площу 9,31 км², з яких 9,30 км² — суходіл та 0,00 км² — водойми.

## Демографія
Згідно з переписом 2010 року, у селищі мешкало 7905 осіб у 2973 домогосподарствах у складі 2218 родин. Густота населення становила 849 осіб/км².  Було 3127 помешкань (336/км²).
Расовий склад населення:
| - 91,3 % — білих - 2,0 % — азіатів - 1,4 % — корінних американців - 1,0 % — чорних або афроамериканців - 0,3 % — вихідців з тихоокеанських островів |

До двох чи більше рас належало 3,4 %. Частка іспаномовних становила 3,2 % від усіх жителів.
За віковим діапазоном населення розподілялося таким чином: 27,0 % — особи молодші 18 років, 57,3 % — особи у віці 18—64 років, 15,7 % — особи у віці 65 років та старші. Медіана віку мешканця становила 40,2 року. На 100 осіб жіночої статі у селищі припадало 89,6 чоловіків;  на 100 жінок у віці від 18 років та старших — 86,4 чоловіків також старших 18 років.
Середній дохід на одне домашнє господарство  становив 70 484 долари США (медіана — 59 276), а середній дохід на одну сім'ю — 83 989 доларів (медіана — 74 453). Медіана доходів становила 54 118 доларів для чоловіків та 45 149 доларів для жінок. За межею бідності перебувало 10,9 % осіб, у тому числі 12,4 % дітей у віці до 18 років та 5,6 % осіб у віці 65 років та старших.
Цивільне працевлаштоване населення становило 3380 осіб. Основні галузі зайнятості: освіта, охорона здоров'я та соціальна допомога — 30,0 %, роздрібна торгівля — 12,7 %, виробництво — 8,6 %, транспорт — 7,4 %.